# Д’Анджело, Маурицио
Маурицио Д’Анджело (итал. Maurizio D'Angelo; 29 сентября 1969, Неаполь, Италия) — итальянский футболист и тренер.

## Карьера
В качестве футболиста провел большую часть своей карьеры в «Кьево», с которой он проделал путь от четвертого дивизиона до Серии A. Всего Д’Анджело сыграл за команду в чемпионатах страны 333 матча, 30 из которых — в Серии А. Также некоторое время он выступал за «Наполи».
После завершения карьеры вошел в тренерский штаб «Кьево», а в мае 2005 года — возглавил клуб до конца сезона, сменив в должности Марио Беретту. Под его руководством «летающие ослы» провели три матча, в которых не потерпели ни одного поражения и ни разу не пропустили: они обыграли «Сиену» и «Болонью» (дважды — по 1:0) и сыграли вничью с «Ромой» (0:0). В дальнейшем специалист продолжал входить в тренерский штаб «Кьево».
Затем Д’Анджело ассистировал во многих командах Луиджи Дельнери (в том числе в «Ювентусе») и Филиппо Инзаги.

## Достижения

### Футболиста
- Победитель Серии C (1): 1993/94.

### Ассистента тренера
- Победитель Серии B (1): 2019/20.